# Thorald Læssøe
Thorald Læssøe, né le 25 juin 1816 à Frederikshavn et mort le 25 mars 1878 à Copenhague, est un peintre paysagiste danois, fils de Margrethe Juliane Signe Læssøe, frère de l'officier Frederik Læssøe (da), du muséologue Ludvig Læssøe et du prêtre Kristian Frederik Læssøe.

## Biographie
Thorald Læssøe est d'abord destiné à devenir un fermier. Comme il s'intéresse davantage au métier d'artiste, il devient l'élève du peintre animalier Christian Frederik Carl Holm (en) jusqu'à son départ pour Munich. Il fréquente l'Académie des Beaux-Arts, mais se forme surtout seul comme peintre de paysages et d'architecture. Il est un ami et un compagnon de jeunesse de Jens Adolph Jerichau, Johan Thomas Lundbye et Lorenz Frølich, mais il n'égale aucun de ses célèbres amis en termes d'habileté artistique ou de réputation; c'est un homme aimable, et à bien des égards une nature douée d'un grand sens de l'art. De 1844 à 1857, il séjourne en Italie, mais ne réussit qu'en 1854, malgré le soutien inconditionnel de Jerichau, à obtenir une petite bourse de voyage de l'Académie des Arts pour une année. De retour chez lui, il épouse en 1857 Emy Francisca Erhardine Tidonia Komtesse Krag-Juel-Vind-Frijs (1825-1863), fille du chambellan Jens Christian Carl comte Krag-Juel-Vind-Frijs de Frijsenborg. Après avoir voyagé à l'étranger, il expose des paysages et des tableaux d'architecture du sud de l'Europe.
Le Statens Museum for Kunst possède plusieurs de ses tableaux.
Thorald Læssøe meurt le 25 mars 1878 à Copenhague.
Il est inhumé au cimetière d'Uth.